# Peradeniidae
Peradeniidae zijn een familie uit de orde van de vliesvleugeligen (Hymenoptera). 

## Taxonomie
- Geslacht Peradenia Naumann & Masner, 1985[1]
  - Peradenia clavipes Naumann & Masner, 1985[1]
  - Peradenia micranesia Naumann & Masner, 1985[1]
  - Peradenia galerita  † Musetti, Johnson & Janzen, 2001[2]